# Liponema multipora
Liponema multipora is een zeeanemonensoort uit de familie Liponematidae.
Liponema multipora is voor het eerst wetenschappelijk beschreven door Hertwig in 1882.